# Yangtze Memory Technologies
Yangtze Memory Technologies Corp (YMTC) er en kinesisk mikrochipvirksomhed, der er specialiseret i produktion af flash-lager (NAND) chips. De har 8.000 ansatte. YMTC producerer Solid State Drive under YMTC-mærket, desuden benytter de mærket ZhiTai (kinesisk: 致态) til forbrugerelektronik. Tsinghua Unigroup etablerede YMTC i juli 2016 i Wuhan, Hubei.